# Li Xiaolu
Li Xiaolu (también conocida como Jacqueline Li; en chino, 李小璐; pinyin, Lǐ Xiǎolù; n. 30 de septiembre de 1982, Pekín) es una actriz china de cine y televisión. Li es conocida por su papel en el debut en la dirección de Joan Chen Xiu Xiu: The Sent Down Girl, el drama juvenil All the Misfortunes Caused by the Angel y la popular serie de televisión Struggle.

## Biografía
En 2012 se casó con el actor Jia Nailiang, la pareja tiene una hija.
En el 2017 fue acusada de tener una aventura con el rapero PG One, la cual negó, sin embargo en octubre del 2019 videos de los dos en situaciones íntimas y besándose fueron filtrados en internet y poco después confirmó que habían tenido una aventura. Sin embargo a principios del 2019 la pareja se divorció después de la infidelidad de Xiaolu.

## Trayectoria
Li logró su primer éxito con la película de 1998 Xiu Xiu: The Sent Down Girl, el debut en la dirección de Joan Chen, y ganó el premio a la mejor actriz en los Premios Caballo de Oro y el Festival de Cine de Asia-Pacífico. 
A los 17 años, fue la actriz más joven en ganar los Golden Horse Awards a la mejor actriz. Posteriormente ganó más popularidad con el drama de 2001, All the Misfortunes Caused by the Angel (Todas las desgracias causadas por el Ángel).
Con la fama acumulada de sus varios dramas, especialmente la serie juvenil muy popular Struggle, Li fue coronada Golden Eagle Goddess en 2008. También se aventuró en la industria musical y lanzó su álbum en solitario My Naughty Angel (2005) y su segundo álbum en 2008, titulado Dong Fang Mei.
Li también es conocida por sus papeles en las series de televisión chinas Beauty World y The Happy Life of Jin Tai Lang.

## Filmografía[7][8]

### Cine
| Año  | Título                      | Papel           |
| 1985 | Little Island               |                 |
| 1987 | I only cried three times    | Xiaoxiao        |
| 1994 | Liu Cun Cha Kan             | Xiao Fang       |
| 1998 | Xiu Xiu: The Sent Down Girl | Wenxiu          |
| 2003 | Let Us Remember             | Lin Lin         |
| 2005 | About Love                  | Yun Yun         |
| 2005 | Rainbow                     | Hong            |
| 2007 | Blood Brothers              | Su Zhen         |
| 2008 | Desires of the Heart        | Xiao Mei        |
| 2009 | Push                        | Chica pop       |
| 2009 | One Night in Supermarket    | Tang Xiaolian   |
| 2009 | Love At Seventh Sight       | Yanqing / Baiye |
| 2010 | The Haunting Lover          | Xiao Furong     |
| 2010 | Lost On Journey             | Nana            |
| 2011 | Wu Di Xiao Fang Dui         | Moon            |
| 2013 | Timeless Love               | Fang Lin        |
| 2013 | Personal Tailor             | Xiao Lu         |
| 2014 | Forbidden Kiss              | Yuan Ni         |
| 2015 | The Vanished Murderer       | Chang Sheng     |
| 2015 | Oh My God                   | Lu Mijia        |
| 2017 | Memory Cleaner              | -               |

### Televisión
| Año  | Título                                                 | Papel                  |
| 1984 | Kong Zi 孔子青少年时代                                 | joven Kong Zi          |
| 1991 | Taiji Prodigy 少年张三丰                               | joven Xiao Lian        |
| 1997 | Mother 母亲                                            | Ling Zhi               |
| 1999 | Xiang Ye Qi Tan 乡野奇谈之长寿不老猴                   | Cui Yan                |
| 2000 | Mi Xia 迷侠                                            | Ah Mi                  |
| 2001 | All the Misfortunes Caused by the Angel 都是天使惹的祸 | Lin Xiaoru             |
| 2001 | Red Alert 红色警戒                                     | Wei Jifeng             |
| 2001 | Die Wu Tian Ya 蝶舞天涯                                | Er Duo                 |
| 2001 | Sky Lovers 天空下的缘分                                | Ah Mei                 |
| 2001 | The young hero Hong Wen Ding 少年英雄之洪文定          | Ji Fulei               |
| 2002 | The Legendary Siblings 2 絕世雙驕                      | Ziyan                  |
| 2002 | Taiji Prodigy 少年张三丰                               | Ming Daohong           |
| 2002 | Stories of Youth 青春的童话                            | Mo Nan                 |
| 2003 | My Naughty Angel 我的淘气天使                          | Cheng Xiaolu           |
| 2003 | Da Jiang Dong Qu 大江东去                              | Shen Bingbing          |
| 2004 | First Kind of Crisis 第一种危机                        | Xiao Ruoyu             |
| 2004 | 13th Princess 十三格格                                 | Shu Lin                |
| 2005 | Ai Bi Hen Duo Yi Dian 爱比恨多一点                     | Ying Zi                |
| 2005 | The Dragon Heroes 赤子乘龙                             | Shui Linglong / Feicui |
| 2005 | Eight Heroes 八大豪侠                                  | Le Qianqian            |
| 2006 | Painful Love 刻骨铭心的爱                              | Lin Xiaoxi             |
| 2006 | Feng Chui Yun Xing Bu Dong 风吹云动星不动              | Niu Manchan            |
| 2007 | Struggle 奋斗                                          | Yang Xiaoyun           |
| 2007 | Just Give Me A Call 麻雀爱上凤凰                       | Xiao Ruoyu             |
| 2009 | Zhan Bei Ping 战北平                                   | Liu Fanyu              |
| 2009 | Knock Knock Loving You 敲敲爱上你                      | Tang Qingwu            |
| 2011 | Dang Popo Yu Shang Ma 当婆婆遇上妈                     | Luo Jia                |
| 2011 | Beauty World 唐宫美人天下                              | Helan Xin'er           |
| 2012 | AA Lifestyle AA制生活                                  | He Qi                  |
| 2012 | The Happy Life of Jin Tai Lang 金太狼的幸福生活        | Mi Xiaomi              |
| 2014 | Accoucheur 产科男医生                                  | Qian Xiaoxiao          |
| 2014 | Swords of Legends 古剑奇谭                             | Han Xiuning            |
| 2016 | A Housewife Detective 煮妇神探                         | He Jixiang             |
| TBA  | Chong Sheng Li Ren 守护丽人                            | Lin Jiayu              |
| TBA  | Love Me & Convince Me 你这么爱我，我可要当真了         | Yang Wujin             |
| TBA  | Boyhood 我们的少年时代                                 | An Mi                  |

### Programas de variedades
| Año  | Programa   | Notas    |
| ---- | ---------- | -------- |
| 2017 | Ace vs Ace | invitada |
| 2015 | Happy Camp | invitada |

## Discografía

### Álbumes
- 2005: My Naughty Angel 我的淘气天使
- 2008: Dong Fang Mei 东方美

### Sencillos
- 2010: "Luo Hua" 落花 - Beauty World OST
- 2012: "Jin Tai Lang loves Mi Xiaomi" 金太狼爱米小米 - The Happy Life of Jin Tai Lang (banda sonora)